# Sport Club Santa Rita
Sport Club Santa Rita ou apenas Santa Rita, é uma agremiação esportiva brasileira de Boca da Mata, no estado de Alagoas. Suas cores são vermelho e preto.

## História
Fundado em 22 de maio de 1974 com o nome de Associação Atlética Santa Rita. O clube de Boca da Mata permaneceu por muito tempo sem expressão no estado de Alagoas.
Em 2007, conquistou seu primeiro titulo profissional: o da Segunda Divisão, vencendo o Universal, de Porto Real do Colégio, após uma vitória de 3x2 na ida e empate por 1x1 na volta.
Em 2008, disputou o Campeonato Alagoano, porém teve um desempenho ruim, ficando em penúltimo e acabou rebaixado novamente.
Em 2009, o clube conquistou o segundo título da Segunda Divisão alagoana, mas dividiu-o com o União, de União dos Palmares. Ambos os clubes chegaram a disputar a final, mas a partida de volta foi encerrada antes do tempo devido a falta de jogadores por confusão generalizada, expulsões e "cai-cai" dos jogadores do União. Com isso, o TJD de Alagoas aplicou diversas punições em ambos os times e deixou a indicação do título a critério da Federação Alagoana de Futebol, que por sua vez, decidiu dividir o título para as duas equipes.
Em 2010, disputou a elite alagoana e acabou em oitavo lugar. No ano seguinte, fez uma péssima campanha e caiu para a segunda divisão.
Em 2013 foi tricampeão da Segunda Divisão alagoana e conseguiu o acesso à Primeira Divisão,  batendo o Coruripe uma das principais equipes do estado, e para melhorar venceu os dois jogos por 1–0 com gols do atacante Reinaldo Alagoano, artilheiro da competição com 6 gols marcados. Na época Aloísio Chulapa jogava no clube. 
Em 12 de novembro de 2013 fundiu-se com o Corinthians Alagoano, usando o CNPJ do Corinthians e a estrutura do Santa Rita. Com a fusão muda o nome para Sport Club Santa Rita.

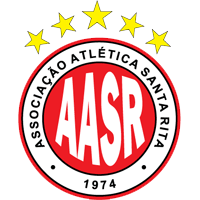
Escudo antigo

Em 2014, devido a fusão, herda a vaga do Corinthians Alagoano e participa pela primeira vez de uma competição nacional, a Copa do Brasil, e surpreende a todos chegando até as oitavas, eliminando Guarani, Potiguar e Santa Cruz na terceira fase. Nas oitavas de final foi eliminado pelo Cruzeiro, então campeão brasileiro. . No jogo de ida o clube perdeu por 5–0 no Estádio Mineirão e na volta acabou perdendo em casa por 2–1. 
No ano seguinte o Santa Rita fez uma campanha mediana no Estadual e terminou a competição em 6° colocado. Além disso o jovem atacante Rafael Silva conseguiu se destacar durante a competição, onde marcou 11 gols e foi o artilheiro do campeonato.
Em 2016 vai bem no Campeonato Alagoano, se classificando para o hexagonal final, onde brigou por uma vaga na semifinal. 
Em 2017 novamente o clube se classificou para o Hexagonal, mas foi eliminado num jogo cheio de emoção contra o CSA no Rei Pelé, na qual o clube perdeu por 2–1 sofrendo gol nos acréscimos. Apesar da eliminação, o clube garantiu o direito de disputar o Campeonato Brasileiro de Futebol - Série D no ano seguinte.
Em 2018, jogou a Série D, mas acabou eliminado ainda na primeira fase, ficando no grupo A09, com Treze, Itabaiana e Vitória da Conquista. Acabou em último, com apenas 1 vitória em 6 jogos. 
Em 2019, o clube iria disputar a Segunda Divisão daquele ano, porém anunciou desistência do campeonato de última hora.

## Títulos
| ESTADUAIS      | ESTADUAIS                                | ESTADUAIS | ESTADUAIS         |
|                | Competição                               | Títulos   | Temporadas        |
| -------------- | ---------------------------------------- | --------- | ----------------- |
|                | Campeonato Alagoano - Segunda Divisão    | 3         | 2007, 2009 e 2013 |
| OUTROS TÍTULOS |                                          |           |                   |
|                | Competição                               | Títulos   | Temporadas        |
| Japão          | 1º Torneio de Inverno (Japão)            | 1         | 1992              |
|                | Torneio Seletivo para a Copa do Nordeste | 1         | 2003              |

### Destaques
- Oitavas de finais da Copa do Brasil de 2014

## Ídolos
Marlon (meia-atacante)
 Reinaldo Alagoano (atacante)
 Jeferson (goleiro)
 Rafael Silva (atacante)

## Desempenho em competições

### Campeonato Alagoano - 1ª divisão
| Ano  | Posição                                             |
| 2008 | 9º colocado (Rebaixado)                             |
| 2010 | 4ª posição                                          |
| 2011 | 9º (Rebaixado)                                      |
| 2014 | Vice-campeão (Copa Maceió - 1º Turno) / 5º no Geral |
| 2015 | 5º colocado                                         |
| 2016 | 6º colocado                                         |
| 2017 | 5º colocado                                         |
| 2018 | Rebaixado                                           |

### Campeonato Alagoano - 2ª divisão
| Ano  | Posição                                  |
| 2007 | Campeão e promovido                      |
| 2009 | Campeão e promovido (junto com o União)* |
| 2013 | Campeão e promovido                      |
| 2019 | não disputou                             |

*- No 2º jogo da final, o União ficou com 4 jogadores expulsos e o goleiro alegou que estava contundido na partida. Aos 35 do 2º tempo, a partida foi encerrada por falta de jogadores da equipe do União. O caso foi parar no STJD que dividiu o título entre as 2 equipes.

### Série D
| Ano  | Posição      |
| 2018 | 62º colocado |

### Copa do Brasil
| Ano  | Posição      |
| 2014 | 12º colocado |